# Лю Чжунцин
Лю Чжунцин (кит.: 刘忠庆, 10 листопада 1985, Дацин, провінція Хейлунцзян) — китайський фристайліст, спеціаліст із повітряної акробатики, призер Олімпійських ігор.
Бронзову олімпійську медаль Лю виборов на Олімпіаді у Ванкувері. Брав також участь в Олімпіадах 2006 (18 місце) та 2014 років (21 місце).